# Kanton Montpellier-1
Der Kanton Montpellier-1  ist seit 1790 ein französischer Wahlkreis im Arrondissement Montpellier, im Département Hérault und in der Region Okzitanien.

## Gemeinden
Der Kanton besteht aus zwei Gemeinden und Gemeindeteilen mit insgesamt 56.414 Einwohnern (Stand: 1. Januar 2022) auf einer Gesamtfläche von 23,40 km²:
| Gemeinde             | Einwohner 1. Januar 2022 | Fläche km² | Dichte Einw./km² | Code INSEE | Postleitzahl               |
| -------------------- | ------------------------ | ---------- | ---------------- | ---------- | -------------------------- |
| Grabels              | 9.060                    | 16,24      | 558              | 34116      | 34790                      |
| Montpellier          | 47.354                   | 7,16       | 6.614            | 34172      | 34000, 34070, 34080, 34090 |
| Kanton Montpellier-1 | 56.414                   | 23,40      | 2.411            | 3415       | –                          |

1. ↑   Nur der nordwestliche Teil der Gemeinde, der Rest verteilt sich auf die Kantone Montpellier-2, Montpellier-3, Montpellier-4, Montpellier-5 und Montpellier - Castelnau-le-Lez.

Bis zur landesweiten Neuordnung der französischen Kantone im März 2015 gehörte zum Kanton Montpellier-1 nur ein Teil der Gemeinde Montpellier. Er besaß vor 2015 den INSEE-Code 3422.